# Роберт I (граф Труа)
Роберт I (фр. Robert Ier; погиб в феврале или октябре 886, Париж) — граф Труа (около 876—886).

## Биография
Роберт, вероятно, был сыном графа Труа Эда I и Вандильмодис. О нём известно очень мало. Впервые он упомянут 25 октября 877 года в одном из актов Карла Лысого. Ещё ранее, около 876 года, он получил во владение графство Труа. Роберт I погиб в 886 году во время осады норманнами Парижа, после чего Труа перешло к его племяннику Адалельму.
Роберт I был женат на Гизеле (869 — ранее ноября 894), дочери короля Западно-Франкского государства Людовика II Косноязычного, но детей у него не было.